# 7219 Саттервайт
7219 Саттервайт (7219 Satterwhite) — астероїд головного поясу, відкритий 3 березня 1981 року.
Тіссеранів параметр щодо Юпітера — 3,358.